# Смоленська Світлана Сергіївна
Світлана Сергіївна Смоленська — українська військовослужбовиця та зоозахисниця, старший солдат.

## Життєпис
Народивлся в селищі Коцюбинське біля Києва. Закінчила тодішню школу №18 і згодом переїхала в Київ.
Допомагала безхатнім тваринам, брала участь у зоозахисних акціях .  
Після початку повномасштабного вторгнення пішла разом з чоловіком захищати Україну від окупантів. Служила на посаді кулеметниці в 47ОМБр.
9 серпня 2023-го захисниця отримала важке поранення на службі. 4 дні медики боролися за її життя, змогли повернути до тями. Їй було 46 років . 
Прощання відбулося 15 серпня 2023 року в Коцюбинському.

## Нагороди
- Орден «За мужність» III ступеня[4].